# Кнут (білий ведмідь)
Кнут (5 грудня 2006 - 19 березня 2011) - білий ведмідь, який народився в Берлінському зоопарку. Мати відкинула дитинча при народженні, і його вирощували співробітник зоопарку Томас Дерфлайн. Народження Кнута стало знаменною подією для установи: вперше за 30 років тут з'явилося на світ дитинча білого ведмедя. Завдяки висвітленню інциденту пресою, він почав привертати увагу туристів та приносити прибуток. Після того, як німецький таблоїд Bild опублікував цитату борця за права тварин, що засуджує утримання дитинчати в неволі, шанувальники по всьому світу об'єдналися, щоб підтримати вирощування ведмежа людьми. На протести приходили діти, а шанувальники з усього світу надсилали листи, підтримуючи ідею. 
Кнут став причиною зародження феномену поп-культури «Кнутманія» по всьому світу: були випущені іграшки, спеціальні медіа-продукти, DVD та книги. Ведмедик став основним джерелом прибутку зоопарку за 2007 рік — близько 5 млн євро. Статистика річних відвідувань зоопарку зросла на 30 відсотків, зробивши 2007 найприбутковішим за 163-річну історію установи.
19 березня 2011 року Кнут несподівано помер у віці чотирьох років. Його смерть настала через утоплення після того, як він впав у басейн свого вольєра, страждаючи від енцефаліту, що веде до анти-NMDA енцифаліт рецепторів.